# Micki Meuser

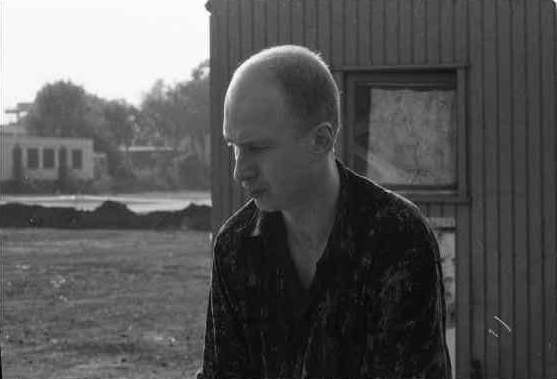
Micki Meuser

Micki Meuser (bürgerlicher Name: Hans Georg Meuser) ist ein deutscher Filmkomponist, Musikproduzent und Bassist.
Meuser lebt in Berlin und ist Komponist zahlreicher Filmmusiken für Film und Fernsehen, außerdem Produzent einiger bekannter deutscher Künstler. Er ist 1. Vorsitzender der Deutschen Filmkomponistenunion DEFKOM, im Vorstand des DKV und im Aufsichtsrat der GEMA.

## Leben
Mit der Jazzrock-Gruppe Out (Theo Jörgensmann, Hendrik Schaper und Udo Dahmen) hatte Meuser 1976 erste überregionale Erfolge. Nachdem er als Bassist in Köln und Hamburg in verschiedenen Studios und Jazzbands aktiv gewesen war, spielte er 1977 Bass auf dem Charlie-Mariano-Album October. Im Jahre 1977 wurde er als Studiobassist für ein Album mit Ina Deter engagiert, woraus eine langjährige Zusammenarbeit entstehen sollte.
1978 produzierte er sein erstes Album als Produzent/Musikregisseur mit der Künstlerin Bettina Wegner für die Plattenfirma CBS. Das Album platzierte sich gleich in den Top 20 der deutschen Charts. Es folgten weitere von Meuser produzierte Alben mit Ina Deter (Neue Männer braucht das Land) und der Band Ideal (Bi Nuu).
Gleichzeitig arbeitete Meuser mit seiner eigenen Band Nervous Germans, für die er zwei Alben komponierte, produzierte und Bass spielte.
1984 löste Meuser die Nervous Germans auf und startete mit dem australischen Nervous Germans Sänger Grant Stevens das Duo The Window Speaks. Außerdem folgten weitere erfolgreiche Albumproduktionen mit Die Ärzte (Im Schatten der Ärzte), Invisible Limits, Flatsch, Rodgau Monotones und Silly (Bataillon d’Amour, 1986).
1989 schrieb Meuser die Sendezeichen für den WDR 1 und 2 sowie für den Belgischen Rundfunk.
Ab 1990 folgten Albumproduktionen und Songwriting für Herwig Mitteregger (Spliff), die Lassie Singers, Lemonbabies, Schön Blond, Jürgen Marcus und Heike Makatsch.
Ab 1993 wendete sich Meuser mehr und mehr von der Tonträgerbranche ab und änderte seinen Fokus auf Instrumental- und Filmmusiken. Unter dem Projektnamen SonicAmbience veröffentlichte er 1994 drei CDs mit Instrumentalmusik im New Age Stil, die in USA Resonanz finden. 1996 entsteht die Musik für die deutsch/französisch/englische Kinoproduktion mit u. a. Daniel Craig Obsession. Im Jahr 1999 die Musik für den Mystery Kinofilm Deeply mit Kirsten Dunst und Lynn Redgrave. In den Jahren 2000 / 2001 folgte die Musik für die erste und einzige Staffel (13 Folgen) der amerikanisch-kanadischen TV-Serie MythQuest.
In der Folgezeit nahmen die Musikproduktionen weiter ab (Alben mit Microphone Mafia, Kopfhörer, Stella Ahangi, Silke Frost, Ludwig Wright) und die Filmmusik zu. 2003 und 2004 schrieb Meuser die Musik zu zwei Staffeln der Pro7-Serie Was nicht passt wird passend gemacht. Es folgten zahlreiche Musikstücke für TV-Spielfilme wie Vorzimmer zur Hölle 1–3, Vater aus heiterem Himmel, Ein Sommer in Kapstadt, Ein Sommer in Schottland (alle ZDF) und für die Weissblauen Geschichten.
Meuser schreibt zurzeit an weiteren Filmmusiken vor allem für das ZDF. Außerdem ist er aktiv in Verbands- und politische Arbeit involviert. Seit 2010 ist er stellvertretender Vorsitzender des Berufsverbandes für Medienmusiker mediamusic e. V., seit 2011 Vorsitzender der DEFKOM (Deutsche Filmkomponistenunion). In der Initiative Kreativwirtschaft des Bundeswirtschaftsministerium arbeitet er für die Belange der Musik-Autoren. Zudem ist Meuser Mitglied des Vorstandes des Deutschen Komponist:innenverbandes, Vorsitzender dessen Landesverbandes in Berlin und ist Vorsitzender der Initiative Urheberrecht.

## Trivia
- Zur Fußball-Weltmeisterschaft 1982 in Spanien komponierte und produzierte er unter dem Alter Ego Die Linienrichter den Song Olé Alemania auf der Basis einer Bassline von Grandmaster Flash. Der Song war eine abgewandelte Version einer vorherigen Produktion unter dem Namen ALEMANNIA für den deutschen Fußballverein Alemannia Aachen aus dem Jahre 1980. Er erschien damals auf dem von Meuser gegründeten Label "Plastik Printen".

## Filmografie (Auswahl)
- 1997: Obsession
- 2000: Deeply
- 2001: MythQuest (Fernsehserie)
- 2003: Was nicht passt wird passend gemacht (Fernsehserie)
- 2008: Zwei Herzen und zwölf Pfoten – Der kleine Bruder
- 2009: Vorzimmer zur Hölle (Fernsehfilm)
- 2010: Hochzeitsreise zu viert (Fernsehfilm)
- 2010: Vater aus heiterem Himmel (Fernsehfilm)
- 2011: Vorzimmer zur Hölle – Streng geheim! (Fernsehfilm)
- 2011: Ein Sommer in den Bergen (Fernsehfilm)
- 2012: Schleuderprogramm (Fernsehfilm)
- 2012: Ein Sommer in Schottland (Fernsehfilm)
- 2013: Vorzimmer zur Hölle III – Plötzlich Boss (Fernsehfilm)
- 2014: Ein Sommer in Ungarn (Fernsehfilm)
- 2014: Ein Sommer in Amsterdam (Fernsehfilm)
- 2016: Ein Sommer auf Zypern (Fernsehfilm)
- 2017: Ein Lächeln nachts um vier (Fernsehfilm)
- 2018–2020: Tonio & Julia (Fernsehreihe)